# Elecciones municipales de Cabo Verde de 1996
Las elecciones municipales de Cabo Verde de 1996 tuvieron lugar el 21 de enero del mencionado año con el objetivo de renovar las autoridades locales de los quince municipios que componían el país africano. Se eligió de este modo a los 101 miembros de las Cámaras Municipales y a los 247 miembros de las Asambleas Municipales. Fueron las terceras elecciones desde la instauración de los gobiernos locales autónomos en 1991, así como las segundas elecciones de este tipo bajo el gobierno de Carlos Veiga. El municipio de Fogo fue disuelto y dividido en dos municipios: São Filipe y Mosteiros, los cuales eligieron sus primeras autoridades locales en esta instancia.
Posicionado tras su aplastante victoria en las elecciones parlamentarias de diciembre, el oficialista Movimiento para la Democracia (MpD) obtuvo un triunfo aplastante con el 53,61% de los votos y el control de ocho de los quince municipios por mayoría absoluta, logrando 53 de los 101 escaños en Cámaras Municipales y 140 de los 247 escaños en Asambleas Municipales. El opositor Partido Africano de la Independencia de Cabo Verde (PAICV), antiguo partido único del país, volvió a ubicarse en segundo lugar, retuvo el municipio de Boavista, se impuso en los dos nuevos distritos de la isla de Fogo (que gobernaba antes de la división) y tomó con éxito el control del municipio de Sal. Los grupos independientes tuvieron un considerable éxito al ganar en los tres municipios restantes, destacando el Movimiento por el Renacimiento de São Vicente.

## Reglas electorales

### Sistema electoral
Cada uno de los quince municipios caboverdianos tiene un poder ejecutivo encabezado por una Cámara Municipal colegiada, cuyo presidente (que debe ser uno de sus miembros) en la práctica actúa como «alcalde», y un poder legislativo representado por una Asamblea Municipal con poderes deliberativos. Los municipios con 30.000 habitantes eligen 21 escaños de la Asamblea Municipal y 9 camaristas. Los municipios con menos de 30.000 habitantes, pero más de 10.000, eligen 17 escaños de la Asamblea Municipal y 7 camaristas. Por último, los municipios con menos de 10.000 habitantes eligen 13 escaños de la Asamblea Municipal y 5 camaristas. Las Asambleas Municipales se eligen por representación proporcional por listas con distribución mediante sistema d'Hondt. Con respecto a la Cámara Municipal, si un partido logra mayoría absoluta de votos válidamente emitidos obtendrá la totalidad de los escaños, mientras que, si ningún partido logra esta mayoría, los escaños se distribuirán de manera proporcional entre los partidos por el mismo sistema que la Asamblea Municipal.
Todos los ciudadanos caboverdianos mayores de dieciocho años, así como los extranjeros y apátridas con residencia legal y habitual en Cabo Verde durante más de tres años antes de las elecciones, así como los ciudadanos portugueses legalmente establecidos en el territorio del archipiélago y debidamente empadronados cuentan con derecho a voto. Del mismo modo, aquellos que cumplan los requisitos para tener derecho a voto y los extranjeros o apátridas legalmente establecidos en Cabo Verde por al menos cinco años antes de las elecciones pueden ser candidatos a los órganos municipales del distrito en el que se encuentren registrados. Los partidos políticos pueden presentar listas de candidatos a los órganos municipales y, en principio, el cabeza de lista del partido para la Cámara Municipal se considera candidato a alcalde. Un grupo de ciudadanos no afiliados que logren reunir firmas de un 5% de los electores registrados en el distrito pueden configurar un grupo independiente.

### Cargos a elegir
| Municipio      | Camaristas | Asambleístas |
| -------------- | ---------- | ------------ |
| Boavista       | 5          | 13           |
| Maio           | 5          | 13           |
| Mosteiros      | 5          | 13           |
| Paul           | 5          | 13           |
| Porto Novo     | 7          | 17           |
| Praia          | 9          | 21           |
| Ribeira Grande | 7          | 17           |
| Sal            | 5          | 13           |
| Santa Catarina | 9          | 21           |
| Santa Cruz     | 7          | 17           |
| São Domingos   | 7          | 17           |
| São Filipe     | 7          | 17           |
| São Nicolau    | 7          | 17           |
| São Vicente    | 9          | 21           |
| Tarrafal       | 7          | 17           |
| Total          | 101        | 247          |